# Lauren Fendrick
Lauren Fendrick (20 de março de 1982) é uma jogadora de vôlei de praia estadunidense.

## Carreira
Nos Jogos Olímpicos de Verão de 2016 ela representou  seu país ao lado de Brooke Sweat, caindo na fase de grupos.